# Bayenghem-lès-Seninghem
Bayenghem-lès-Seninghem és un municipi francès situat al departament del Pas de Calais i a la regió dels Alts de França. L'any 2007 tenia 332 habitants.

## Demografia

### Població
El 2007 la població de fet de Bayenghem-lès-Seninghem era de 332 persones. Hi havia 120 famílies de les quals 16 eren unipersonals (8 homes vivint sols i 8 dones vivint soles), 48 parelles sense fills, 48 parelles amb fills i 8 famílies monoparentals amb fills.
La població ha evolucionat segons el següent gràfic:
Habitants censats

### Habitatges
El 2007 hi havia 128 habitatges, 123 eren l'habitatge principal de la família, 1 era una segona residència i 4 estaven desocupats. 121 eren cases i 7 eren apartaments. Dels 123 habitatges principals, 100 estaven ocupats pels seus propietaris i 23 estaven llogats i ocupats pels llogaters; 3 tenien dues cambres, 10 en tenien tres, 18 en tenien quatre i 92 en tenien cinc o més. 120 habitatges disposaven pel capbaix d'una plaça de pàrquing. A 42 habitatges hi havia un automòbil i a 74 n'hi havia dos o més.

### Piràmide de població
La piràmide de població per edats i sexe el 2009 era:
| Homes | Edats   | Dones |
| ----- | ------- | ----- |
| 0     | 95 o +  | 0     |
| 0     | 90 a 94 | 0     |
| 0     | 85 a 89 | 0     |
| 4     | 80 a 84 | 4     |
| 4     | 75 a 79 | 8     |
| 0     | 70 a 74 | 4     |
| 4     | 65 a 69 | 8     |
| 0     | 60 a 64 | 0     |
| 24    | 55 a 59 | 16    |
| 16    | 50 a 54 | 12    |
| 4     | 45 a 49 | 12    |
| 32    | 40 a 44 | 28    |
| 8     | 35 a 39 | 8     |
| 0     | 30 a 34 | 0     |
| 0     | 25 a 29 | 8     |
| 4     | 20 a 24 | 12    |
| 16    | 15 a 19 | 28    |
| 12    | 10 a 14 | 12    |
| 8     | 5 a 9   | 8     |
| 0     | 0 a 4   | 4     |

## Economia
El 2007 la població en edat de treballar era de 237 persones, 158 eren actives i 79 eren inactives. De les 158 persones actives 138 estaven ocupades (81 homes i 57 dones) i 20 estaven aturades (4 homes i 16 dones). De les 79 persones inactives 34 estaven jubilades, 23 estaven estudiant i 22 estaven classificades com a «altres inactius».

### Ingressos
El 2009 a Bayenghem-lès-Seninghem hi havia 117 unitats fiscals que integraven 325 persones, la mediana anual d'ingressos fiscals per persona era de 18.886 €.

### Activitats econòmiques
Dels 8 establiments que hi havia el 2007, 1 era d'una empresa de construcció, 1 d'una empresa de comerç i reparació d'automòbils, 1 d'una empresa de transport, 3 d'empreses de serveis i 2 d'empreses classificades com a «altres activitats de serveis».
Dels 2 establiments de servei als particulars que hi havia el 2009, 1 era una lampisteria i 1 perruqueria.
L'any 2000 a Bayenghem-lès-Seninghem hi havia 5 explotacions agrícoles.

## Poblacions més properes
El següent diagrama mostra les poblacions més properes.